# Tinamus tao
El tinamú tao o tinamú gris (Tinamus tao) es una especie de ave de la familia Tinamidae, cuya área de distribución geográfica es Colombia (centro y sur), Ecuador (este), Bolivia (este), Brasil (centro-norte), Venezuela (norte-este), el Perú y Guyana (norte-oeste).

## Descripción
Dimensión: 42,5-49 cm. Peso: 1325-1863 g (macho), 1430-2080 g (hembra). Las subespecies se diferencian por el tamaño y la coloración, como por el barreado del dorso. Predomina el plumaje de color gris azulado.

## Hábitat
Habita bosques selváticos tropicales y subtropicales de la pendiente este de los Andes, bosques secundarios densos, selva en galería del Cerrado de Brasil, bosques húmedos de Venezuela. Vive en tierra firme, habita hasta una altitud de 1900 m s. n. m.

## Alimentación
Principalmente se alimenta de frutas, semilla, insectos, arañas, moluscos y un número ilimitado de pequeños vertebrados.

## Reproducción
El período reproductivo va de enero a marzo en Colombia, en junio en Venezuela. El nido es una pequeña depresión, normalmente al pie de un gran árbol, entre sus raíces. Deposita entre 2 a 9, generalmente 3 huevos esféricos de color azul verdoso o turquesa.

## Sistemática
Existen cuatro subespecies de Tinamus tao:
- Tinamus tao larensis: Bosques montanos del centro de Colombia y noroeste de Venezuela
- Tinamus tao kleei: Sur y centro de Colombia; este de Ecuador, Perú y Bolivia, y oeste de Brasil.
- Tinamus tao septentrionalis: Noreste de Venezuela y noroeste de Guayana
- Tinamus tao tao: Este de Brasil, sureste de Paraguay y extremo noreste de Argentina (Misiones)